# Живко Желев
Живко Динчев Желев е български футболист, роден на 23 юли 1979 г. Играе като централен защитник.

## Кариера
Започва кариерата си като юноша на родния Берое, но още на 17 години е купен от току-що изпадналия в Б група отбор на Литекс. Желев е пратен да се обиграва в Олимпик (Тетевен), състезаващ се също в Б група, а още същият сезон Литекс печели безапелационно първото място в групата и се класира за втори път в историята си след 1994 г. в първия ешелон на България, където попада и отборът на Желев, заел втората позиция в Б група. Още следващият сезон 1997/98 Литекс става шампион на България, а Желев записва добри игри с Олимпик, включващи победи над Левски и Нефтохимик в Тетевен и равенство 0:0 с ЦСКА в планинското градче, но впоследствие отборът изпада и Желев се завръща в Ловеч, където е резерва на Росен Кирилов и Златомир Загорчич.
На полусезона 1998/99 обаче Кирилов е продаден на турския Аданаспор и пред Желев се открива чудесна възможност да спечели титулярно място в състава, от която той се възползва по най-добрия начин, изигравайки редица силни мачове, превръщайки се за кратко време в един от най-добрите защитници в българското първенство. Същият сезон Литекс грабва за втори път шампионската титла на България, а Желев е повикан в младежкия национален отбор, където отново се утвърждава като несменяем титуляр.
Интересна метаморфоза претърпява играчът през 2003 г., когато поради остра липса на нападатели в Литекс е пуснат да играе като таран, с което се справя изненадващо добре, отбелязвайки 6 гола. Оттогава Желев периодично е включван в атакуващия вал на тима или използван като златна резерва на същия пост в края на мача (така през есента на 2005 г. отбелязва победния и оказал се решаващ гол за 1:0 над хърватския Риека в Ловеч в мач от предварителните кръгове за Купата на УЕФА, с което поставя началото на отличното представяне на тима същия сезон в Европа, достигнал 1/16 финал).
С отбора на Литекс печели още две купи на България през 2001 (1:0 над Велбъжд) и 2004 г. (2:2 и победа след дузпи над ЦСКА, Желев вкарва първия гол в мача от пряк свободен удар).
От юли 2007 Живко Желев е играч на румънския Оцелул, където преминава за сумата от 250 000 евро.  През зимната пауза на сезон 2009 – 10 разтрогв договора си с клуба за неизплатени траншове.  и преминава като свободен агент в гранда Стяуа Букурещ. За целия полусезон Желев е неизменен титуляр като записва 16 срещи и отбелязва един гол. Стяуа завършват на четвърто място и след края на сезона започва чистка на футболистите сред които е и той. През лятото на същата година 30-годишният защитник подписа за една година с шампиона на Азербайджан Интер Баку.  Есенният полусезон на 2010 почти не играе в Интер Баку и преминава през пролетта на 2011 във ФК Симурк, но и там не се задържа. През юни 2011 подписва със ПФК Славия (София).

### Национален отбор
През лятото на 2001 г. Желев прави своя официален дебют за мъжкия национален отбор, след като преди това взима участие в няколко контроли. За негов ужас отборът е разгромен с 6:0 от Чехия в Прага в световна квалификация за първенството на планетата през 2002 г. в Япония и Южна Корея и заема третото място в квалификационната си група, което не дава право на участие на световното. Желев не е викан в националния след този мач.

## Статистика

### Литекс
Мачове:
- за първенство: 170
- за Купа на България: 32
- за Шампионска лига: 4
- за Купа на УЕФА: 21
- ОБЩО: 225

Голове:
- за първенство: 23
- за Купа на България: 10
- в Купа на УЕФА: 1
- ОБЩО: 34

### Национален отбор
- Мачове: 7
- Голове: 0

### По сезони
- Берое – 1996/пр. - Б група, 3 мача/0 гола
- Литекс – 1997/пр. - Б група, 2/0
- Олимпик (Тет) – 1997/пр. - Б група, 8/0
- Олимпик (Тет) – 1997/98 – А група, 14/1
- Олимпик (Тет) – 1998/ес. - Б група, 15/2
- Литекс – 1999/пр. - А група, 8/1
- Литекс – 1999/00 – А група, 18/0
- Литекс – 2000/01 – А група, 22/1
- Литекс – 2001/02 – А група, 25/3
- Литекс – 2002/03 – А група, 23/7
- Литекс – 2003/04 – А група, 29/2
- Литекс – 2004/05 – А група, 20/2
- Литекс – 2005/06 – А група, 22/8
- Литекс – 2006/07 – А група, 26/7
- Оцелул – 2007/08 – Liga 1, 32/5
- Оцелул – 2008/09 – Liga 1, 30/2
- Оцелул – 2009/ес. – Liga 1, 11/0
- Стяуа – 2010/пр. – Liga 1, 16/1
- Интер Баку – 2010, 1/0
- ФК Симурк – 2010, 2/0

## Успехи
Литекс (Ловеч)
- Шампион на България: (1) – 1998/99
- Вицешампион: (1) – 2001/02
- Бронзов медалист: (2) – 2002/03, 2005/06
- Носител на Купата на България: (2) – 2000/01, 2003/04